# No ni saku hana no yō ni
No ni saku hana no yō ni (jap. 野に咲く花のように; dos. Podobnie jak kwiaty, które kwitną na polu) – dwudziesty szósty singel japońskiego artysty Gackta, wydany 7 lutego 2007 roku. Limitowana edycja zawiera zapis nutowy utworu na fortepian oraz płytę DVD z teledyskiem. Singel osiągnął 3 pozycję w rankingu Oricon i pozostał na listach przebojów przez 11 tygodni. Sprzedano 68 560 egzemplarzy.

## Lista utworów
Wszystkie utwory zostały napisane i skomponowane przez Gackt C.
| Nr | Tytuł                                                               | Czas |
| -- | ------------------------------------------------------------------- | ---- |
| 1. | "No ni saku hana no yō ni" (jap. 野に咲く花のように)                | 5:36 |
| 2. | "No ni saku hana no yō ni" (jap. 野に咲く花のように) (Minna no Uta) | 4:27 |
| 3. | "No ni saku hana no yō ni" (jap. 野に咲く花のように) (PF Style)     | 5:29 |
| 4. | "No ni saku hana no yō ni" (jap. 野に咲く花のように) (Instrumental) | 5:36 |
| 5. | "No ni saku hana no yō ni" (jap. 野に咲く花のように) (PF Solo)      | 5:22 |